# جان بيار هانسن (كيميائي)
جان بيار هانسن (بالفرنسية: Jean-Pierre Hansen)‏ هو كيميائي فرنسي، ولد في 10 مايو 1942 في لوكسمبورغ.